# Johannes Herrschmann

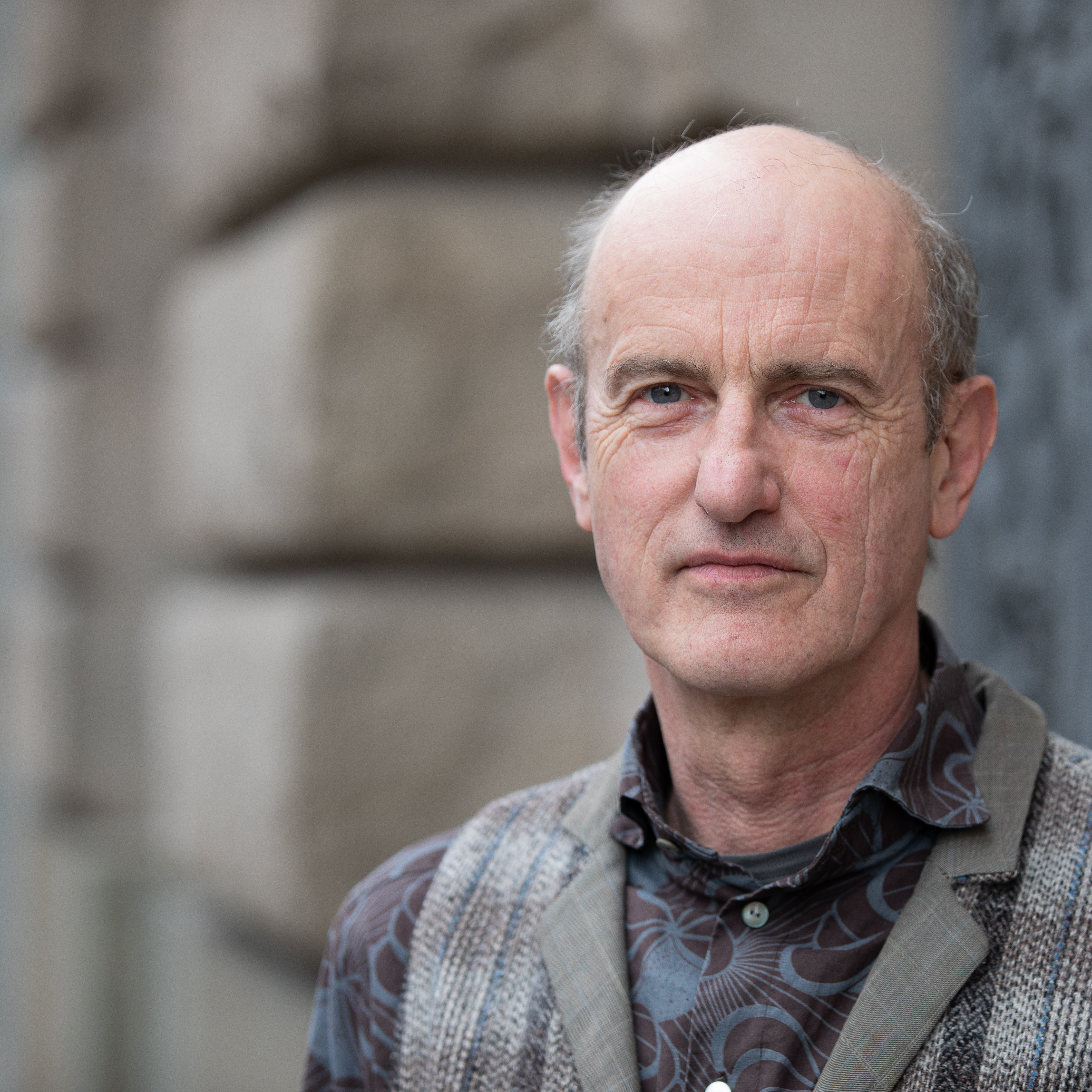
Johannes Herrschmann (2020)

Johannes Herrschmann (* 25. Februar 1959 in Landshut) ist ein deutscher Theater- und Filmschauspieler.

## Leben
Herrschmann absolvierte von 1980 bis 1984 in Berlin eine Ausbildung an der Hochschule der Künste. 1983 war er Mitbegründer des Berliner Theater zum westlichen Stadthirschen, bei dem er neben seiner Tätigkeit als Schauspieler und Regisseur bis 2002 auch als Gesellschafter fungierte.
In der Serie München 7 von Franz Xaver Bogner im Programm des Bayerischen Rundfunks spielte der Schauspieler ab 2004 den Polizisten Karl Haun. In der niederbayerischen Komödie Grenzverkehr war Herrschmann neben Götz Otto, Hans Schuler und Saskia Vester 2005 im Kino zu sehen. 2008 verkörperte er den Komiker Karl Valentin in dem Fernsehfilm Liesl Karlstadt und Karl Valentin von Jo Baier.

## Filmografie (Auswahl)
- 1988: Das Mikroskop
- 1988: Der Philosoph
- 1989: Sieben Frauen
- 1995: Das Geheimnis
- 1997: Die drei Mädels von der Tankstelle
- 1998: Just Married
- 1998: Zugvögel … Einmal nach Inari
- 1999–2000: Lindenstraße (Fernsehserie, 4 Folgen)
- 2002: Einspruch für die Liebe
- 2003: Die Rosenheim-Cops – Spuren im Schnee
- 2004–2016: München 7 (Polizistenserie)
- 2005: Grenzverkehr
- 2005: Tatort: Schneetreiben
- 2006: Du hast gesagt, dass du mich liebst
- 2006: Deutschmänner
- 2006: Die Rosenheim-Cops – Tod eines Ekels
- 2006: Tatort: Außer Gefecht
- 2007: Tatort: Der Finger
- 2007–2012: Die Rosenheim-Cops (9 Folgen)
- 2008: Baching
- 2008: Liesl Karlstadt und Karl Valentin
- 2008: Das Geheimnis des Königssees
- 2008: Beste Gegend
- 2008: Wenn wir uns begegnen
- 2009: All You Need Is Love – Meine Schwiegertochter ist ein Mann
- 2009: Der Komödienstadel – Glenn Miller & Sauschwanzl
- 2009: Der Kaiser von Schexing
- 2010: Der letzte Angestellte
- 2011: Die göttliche Sophie – Das Findelkind
- 2011: Alle Zeit der Welt
- 2011: Eine ganz heiße Nummer
- 2011: Familie macht glücklich
- 2011–2012: Franzi (Fernsehserie, 6 Folgen)
- 2012: Die Verführerin Adele Spitzeder
- 2012: Wer’s glaubt wird selig
- 2013: Heiter bis tödlich: Hubert und Staller – Der Tote aus der Klatschspalte
- 2014: Heiter bis tödlich: Monaco 110 – Allianzen
- 2014: Eine Liebe für den Frieden – Bertha von Suttner und Alfred Nobel
- 2015: Polizeiruf 110: Wendemanöver Teil 1
- 2015: Sturköpfe
- seit 2015: Frühling (Fernsehserie) als Pfarrer Sonnleitner
  - 2015: Frühling zu zweit
  - 2016: Zeit für Frühling
  - 2016: Hundertmal Frühling
  - 2017: Schritt ins Licht
  - 2017: Zu früh geträumt
  - 2017: Nichts gegen Papa
  - 2018: Mehr als Freunde
  - 2018: Gute Väter, schlechte Väter
  - 2018: Wenn Kraniche fliegen
  - 2018: Am Ende des Sommers
  - 2019: Familie auf Probe
  - 2019: Lieb mich, wenn du kannst
  - 2019: Das verlorene Mädchen
  - 2019: Sand unter den Füßen
  - 2019: Weihnachtswunder
  - 2020: Genieße jeden Augenblick
  - 2020: Spuren der Vergangenheit
  - 2020: Liebe hinter geschlossenen Vorhängen
  - 2020: Keine Angst vorm Leben
  - 2021: Mit Regenschirmen fliegen
  - 2021: Schmetterlingsnebel
  - 2021: Große kleine Lügen
  - 2021: Ich sehe was, was du nicht siehst
  - 2021: Weihnachtsgrüße aus dem Himmel
  - 2022: Auf den Hund gekommen
  - 2022: An einem Tag im April
  - 2022: Alte Liebe, neue Liebe
  - 2022: Alte Gespenster
  - 2022: Das erste Mal
  - 2022: Eine Handvoll Zeit
  - 2023: Kleiner Engel, kleiner Teufel
  - 2023: Das Geheimnis vom Rabenkopf
  - 2023: Das Mädchen hinter der Tür
  - 2023: Flüsternde Geister
  - 2023: Lauf weg, wenn du kannst
  - 2024: Ein Zebra im Gepäck
  - 2024: Die verschwundenen Eltern
  - 2024: Wenn die Zeit stehen bleibt
  - 2024: Blick ins Morgen
  - 2024: Mit dem Feind im Bett
  - 2024: Holla, die Waldfee
  - 2025: Das Versteck
  - 2025: Die Mutter, die es nie gab
  - 2025: Ich such dich
  - 2025: Babyalarm
  - 2025: Wenn du nicht still bist, dann…
  - 2025: Mein Geheimnis, dein Geheimnis
- 2016: Bergfried
- 2016: Willkommen bei den Hartmanns
- 2017: Hubert und Staller – Heiliger Zorn
- 2018: Die Rosenheim-Cops – Klappe zu, Marktfrau tot
- 2018: Wackersdorf
- 2018: Das Wunder von Wörgl
- seit 2020: Die Kanzlei (Fernsehserie, mehrere Folgen)
- seit 2020: Pan Tau (Fernsehserie)
- 2021: Der Boandlkramer und die ewige Liebe
- 2021: Weißbier im Blut
- 2022: Die Rosenheim-Cops – Die 24 Stunden von Rosenheim
- 2022: Schweigend steht der Wald